# Frauen·und·technik

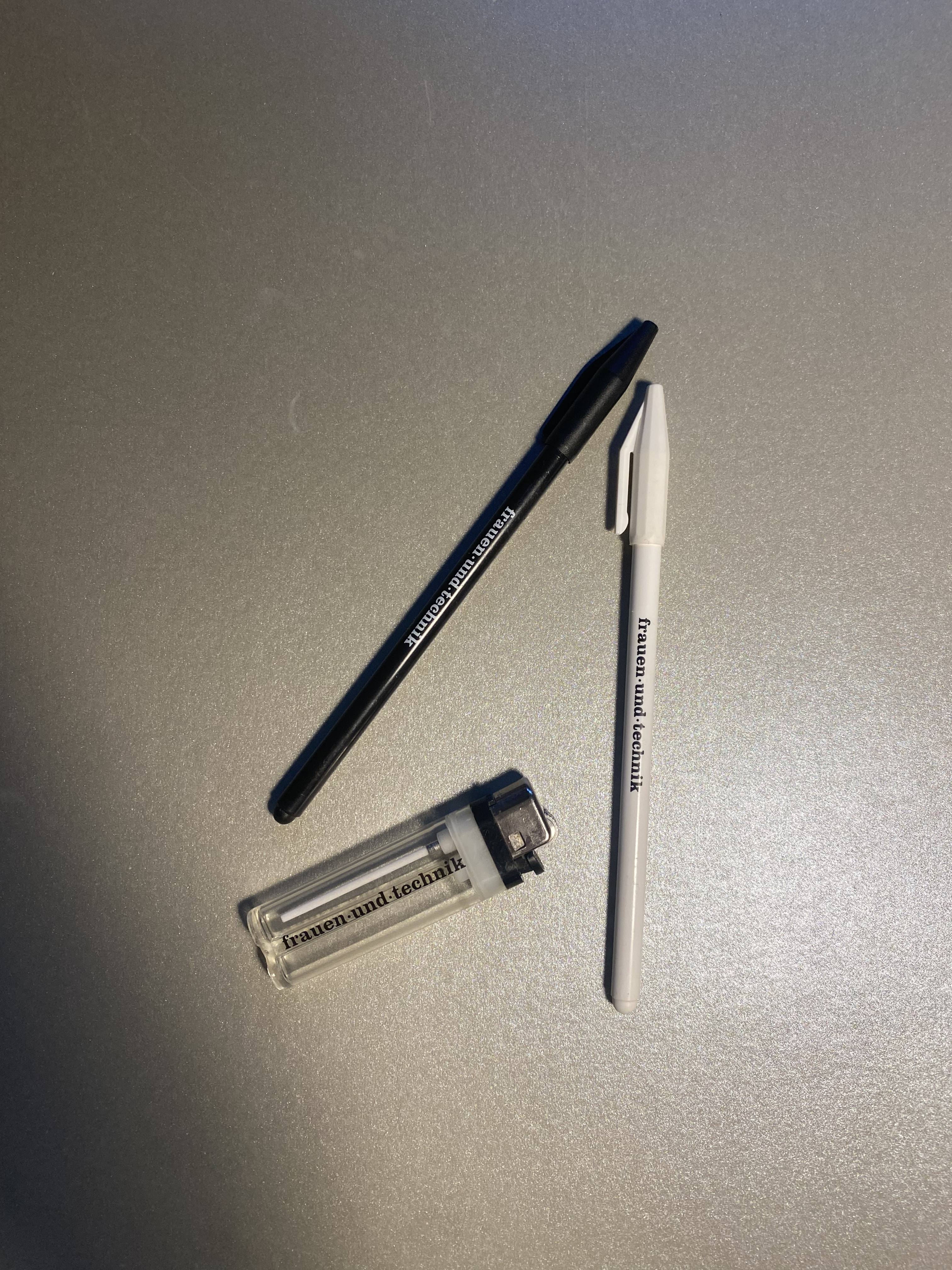
Articles de marchandise issus des femmes et de la technologie

 (janvier 2025).
Le contenu est difficilement compréhensible vu les erreurs de traduction, qui sont peut-être dues à l'utilisation d'un logiciel de traduction automatique.
Frauen·und·technik est le nom d'un groupe d'artistes féminines issues de la Hochschule für bildende Künste Hamburg. Il est fondé en 1992 à partir d'un groupe de travail sur la théorie des médias et la philosophie de la technique.

## Image de soi et participation
Les membres du groupe Frauen·und·technik se sont fixées pour objectif de contrer l'influence des médias électroniques sur les domaines de la communication et de l'art ainsi que l'insécurité dans la société perçue par les artistes. En outre, Frauen·und·technik souhaitait développer des positions sur l'évolution des conditions médiatiques du travail artistique dans les années 1990. Dans sa pratique artistique, les Frauen·und·technik s'interrogent sur les formes de travail collectif, également en rendant ce contexte de groupe visible au monde extérieur : les artistes n'apparaissent pas en tant qu'individus, mais toujours en uniforme et en groupe. Le groupe peut être placé dans le contexte du cyberféminisme grâce aux personnes impliquées, Ellen Nonnenmacher, Bettina Schoeller, Lore Piatkowski, Ania Corcilius, Cornelia Sollfrank, Korinna Knoll, Annette Kisling, Silke Mauritius, Janine Sack et Christine Bader, ainsi que leurs positions artistiques et politiques. Le cyberféminisme est un mouvement féministe qui existe depuis les années 1990 et se consacre à l'interconnexion de la technologie numérique, du genre et de la sexualité.

## Méthodes de travail et projets

### Performativité théorique des médias
En utilisant des stratégies artistiques intermédiales de performativité, d'appropriation et de déconstruction ironique et humoristique, Frauen·und·technik ont abordé la manière dont les médias électroniques influencent et changent la communication dans divers domaines de la société. Dans l'esprit de l'appel formulé par Donna Haraway dans le Manifeste Cyborg, d'une part à ne pas être soumis et plein de fascination pour la technologie attribuée au patriarcat, mais d'autre part à ne pas la traiter avec scepticisme, peur ou aversion, et le laisser agir ainsi comme une forme dominante de règle, mais plutôt s'intégrer en tant que femme dans le circuit défend Frauen·und·technik pour une politique affirmative-critique, responsabilisante, accueillante et émancipatrice. Suivant les positions théoriques des médias telles que celles de Marshall McLuhan, Paul Virilio, Vilém Flusser, les médias électroniques permettent une réception médiatique active afin que chaque personne devienne un émetteur et non seulement un récepteur d'informations. Outre les influences des médias, la théorie psychanalytique est souvent utilisée, notamment pas Jacques Lacan, comme base conceptuelle des Frauen·und·technik.

### Culture d’entreprise parasitaire
Frauen·und·technik a détourné des stratégies de communication marketing classiques, comme l'identité visuelle ou le design d'entreprise, pour les retourner contre leurs objectifs initiaux. Lors de leur première action collective en 1991, à la Maison BP 1 de Hambourg, elles se sont présentées vêtues de combinaisons de l’entreprise BP et ont distribué des goodies promotionnels (stylos et briquets) portant leur propre logo, design et brochures d’information. Elles qualifient leur approche de « principe parasitaire » : en reprenant les codes esthétiques du marketing et des relations publiques (graphiques, courbes, diagrammes), elles transmettent des formes sans en adopter le contenu. Dans une campagne de 1993, elles ont mis en vente leur propre « marque », accompagnée du slogan provocateur : « Vous connaissez le prix de la technologie, mais combien coûtent les femmes ? ».

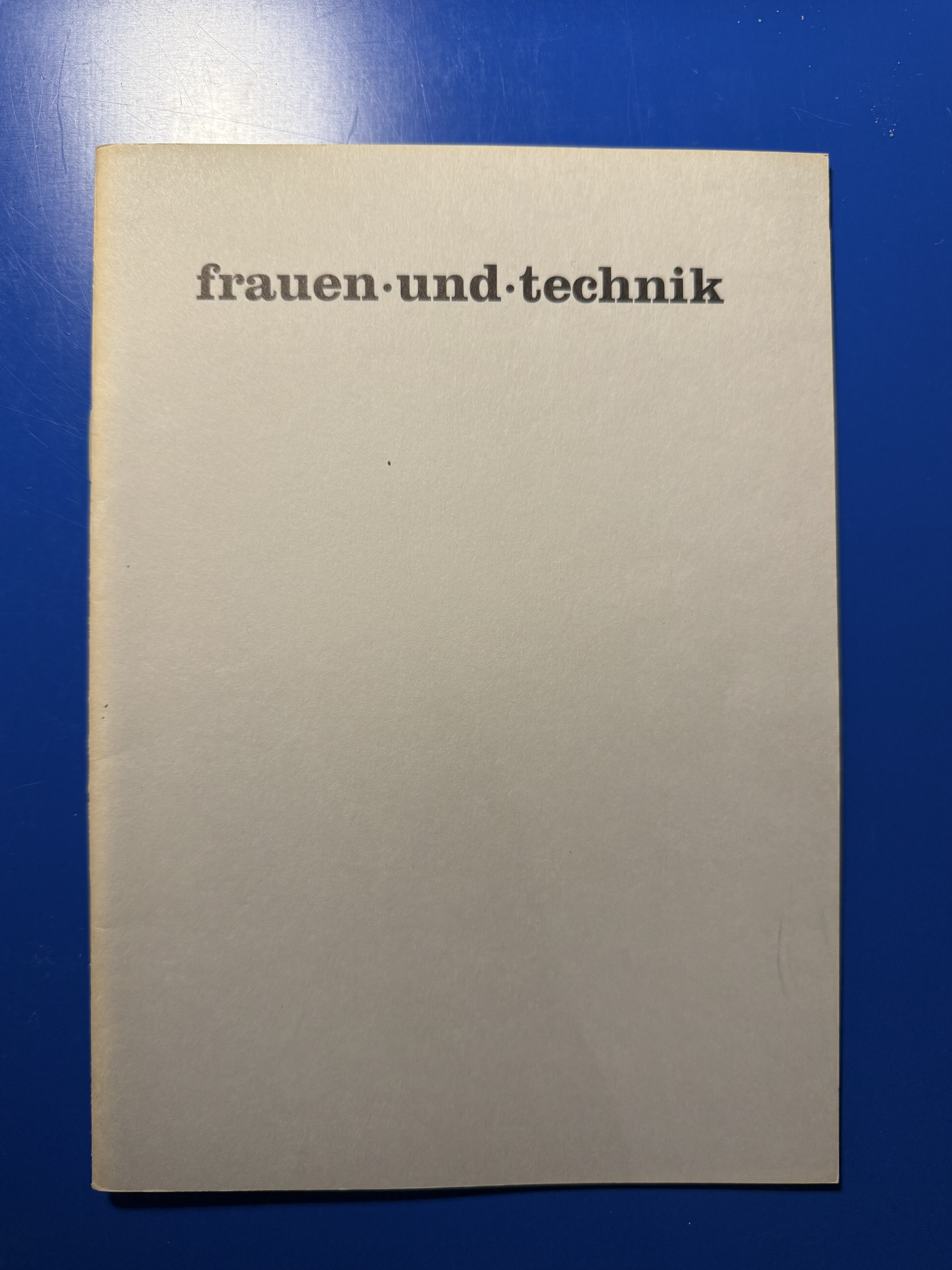
Ligne marketing
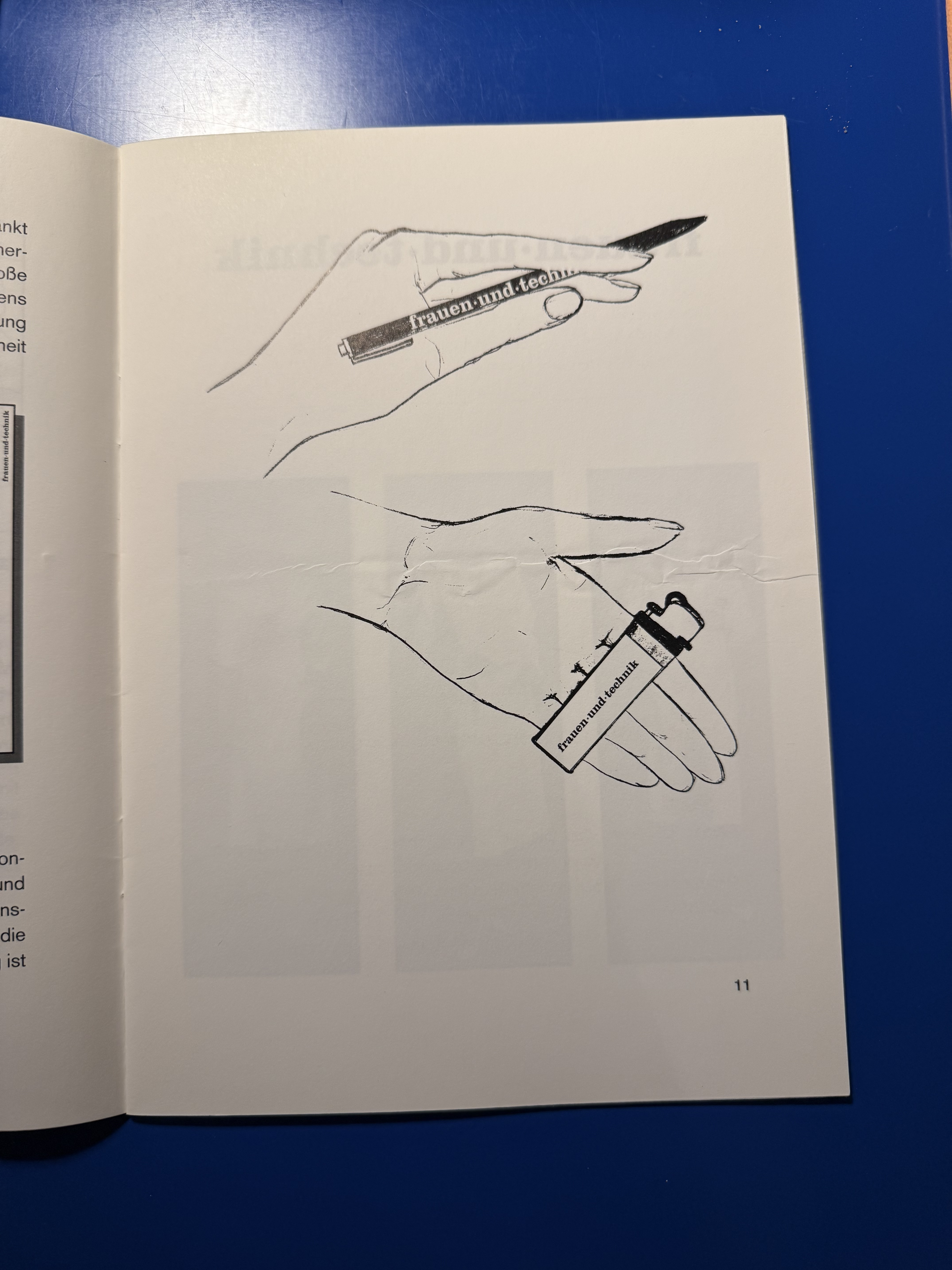
Ligne marketing
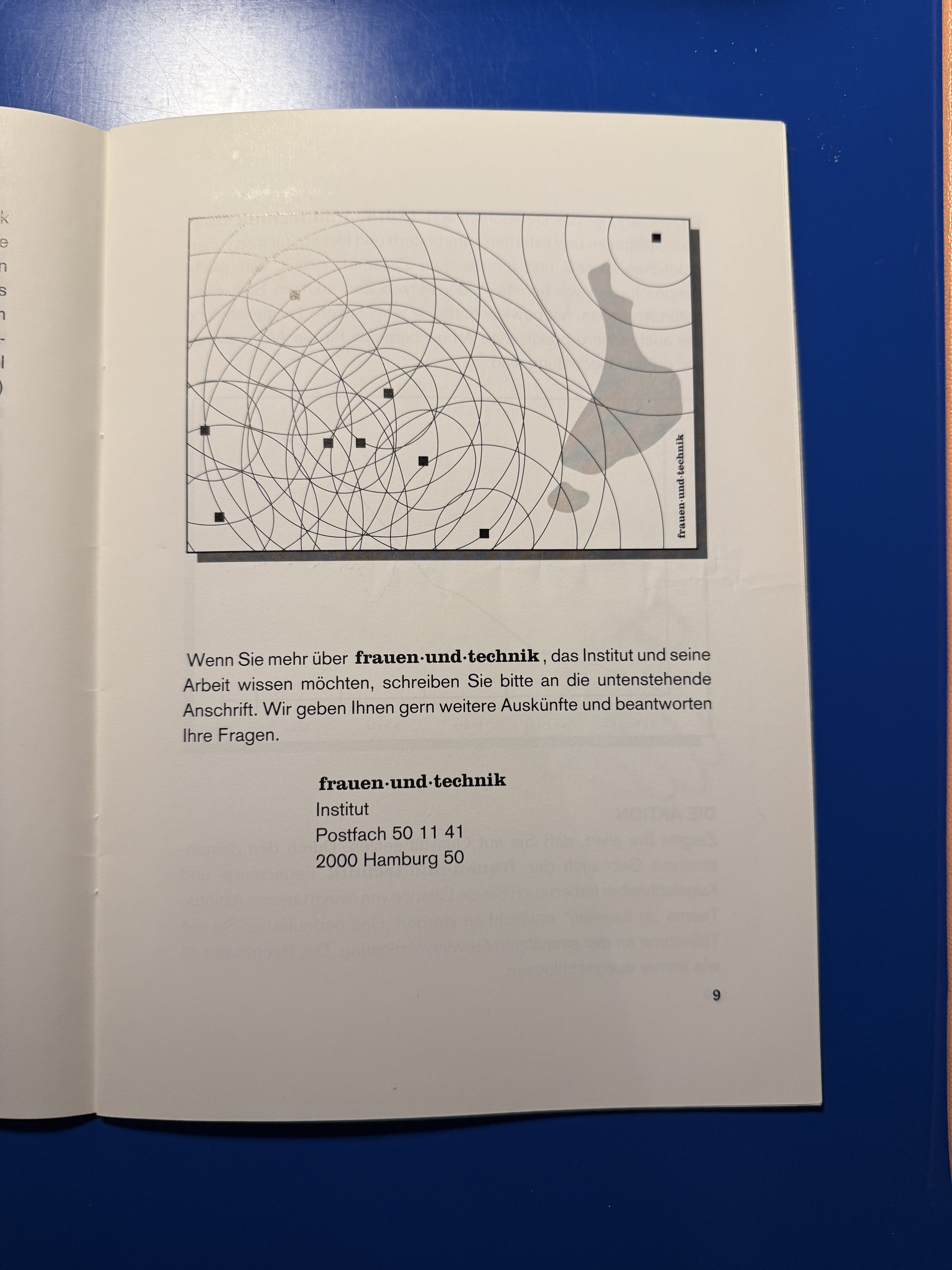
Ligne marketing
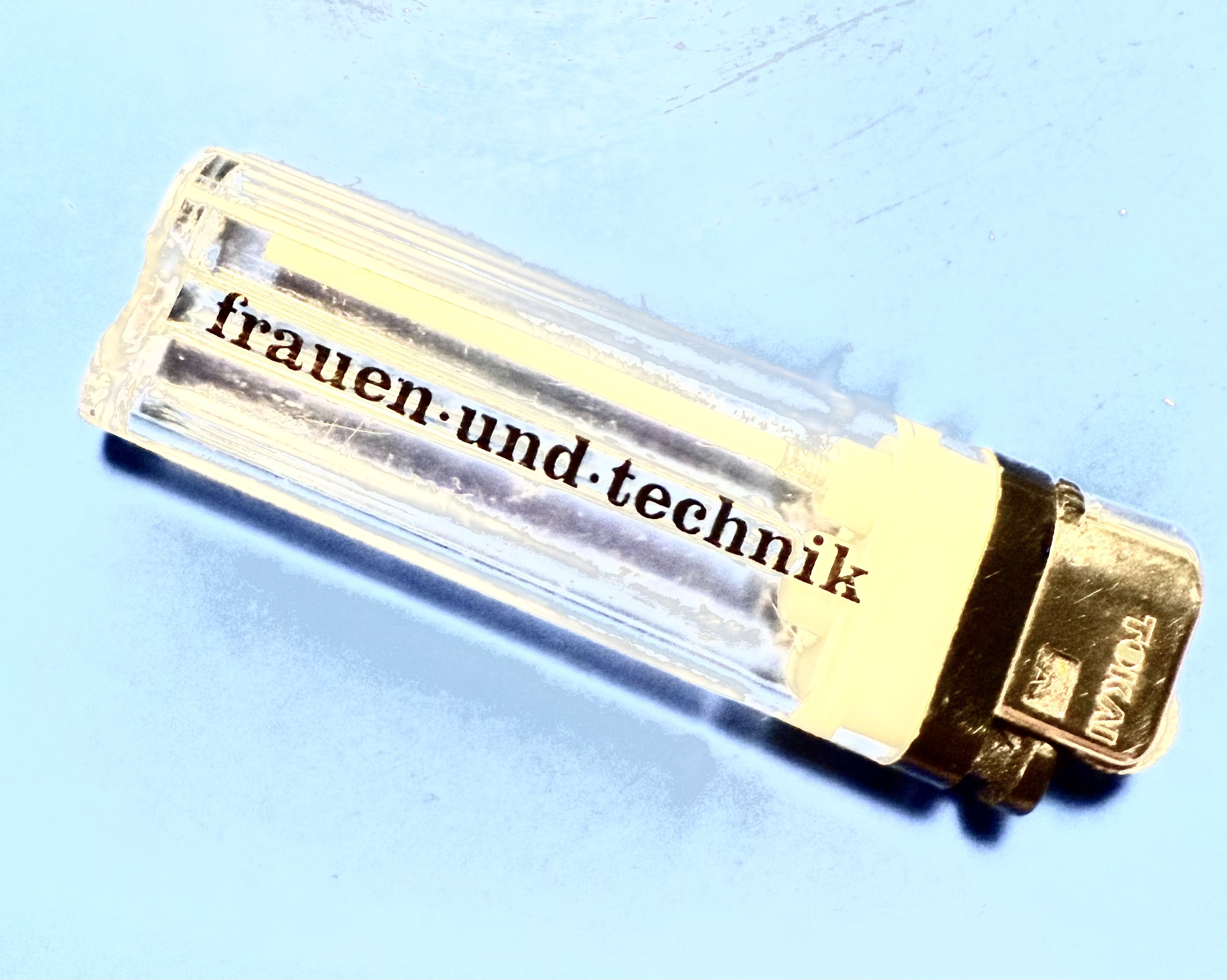
Briquet
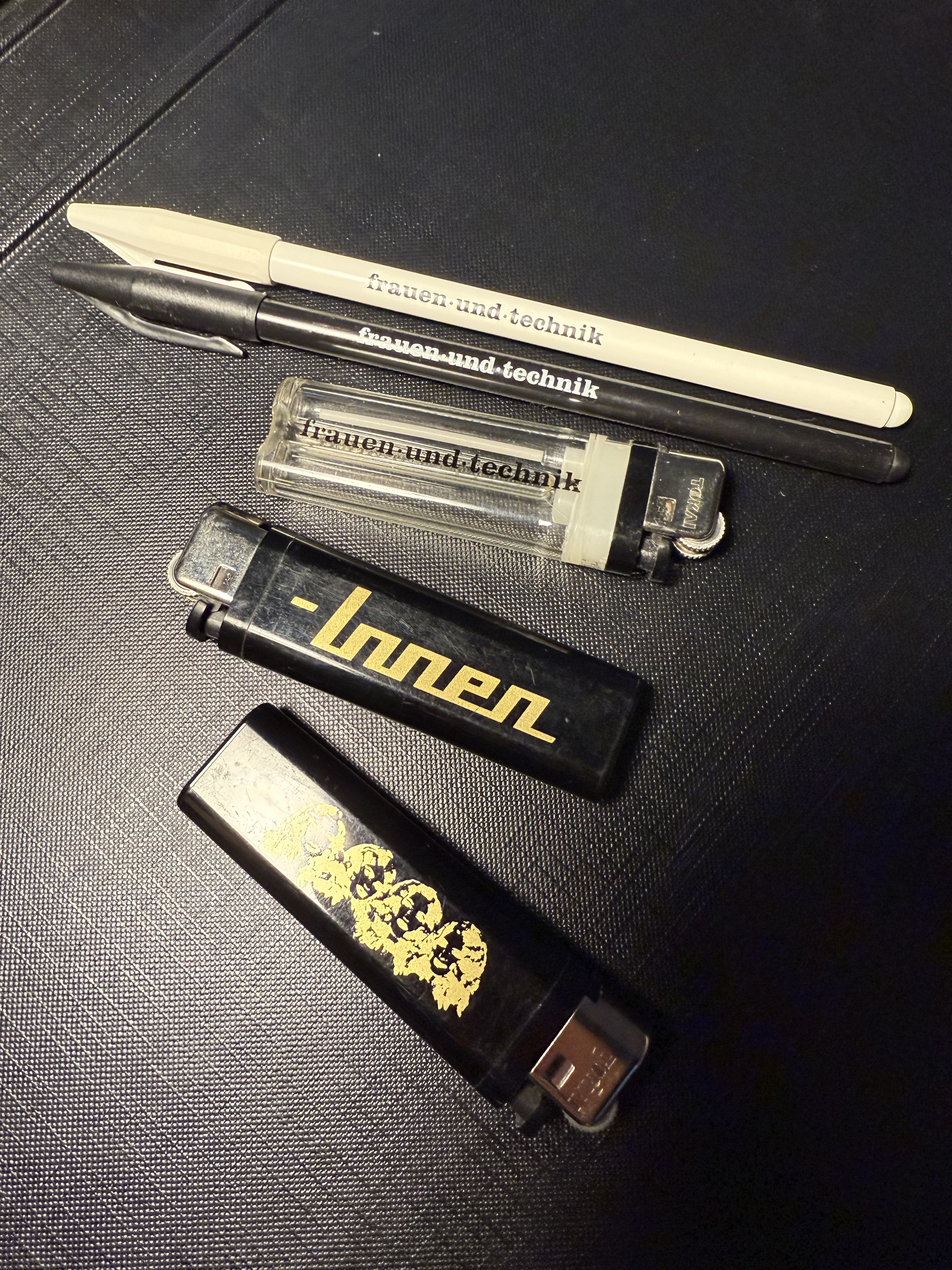
Divers articles

### Jeux d'envie de pénis à la documenta IX
Le groupe s'est fait connaître grâce à sa participation à l'œuvre d'art "Penis Envy Games"  sur la télévision d'art interactive van-Gogh-TV diffusée via 3sat et sur la Piazza Virtuale de la documenta IX. « L'envie du pénis », explique Lore Piatkowski de Frauen·und·technik du taz dans un rapport du 29 août 1992, « est ce dont on accuse souvent les femmes lorsque, par exemple, elles travaillent comme artistes avec de nouveaux médias, comme les ordinateurs. ou vidéo. Dans le format de jeu télévisé, dans lequel le public de la télévision peut se connecter via un télécopieur, un téléphone à clavier ou un modem vocal, les questions de genre et les relations de pouvoir qui y sont associées sont mises en scène et interrogées de manière performative.

## Connexions et suite
En 1993, les Frauen·und·technik se sont développées dans le groupe d'artistes - Innen, dont le travail artistique a développé de manière performative les questions féministes et critiques des médias. Même si les Frauen·und·technik ne se décrivent pas spécifiquement comme un groupe féministe, le collectif est considéré comme un précurseur des groupes d'artistes cyberféministes tels que le Old Boys Network.